# Cerro Urán
El Cerro Urán es uno de los puntos más altos de Costa Rica, forma parte de la Cordillera de Talamanca y se encuentra dentro del parque nacional Chirripó. Cuenta con una altura de 3660 m.
Al igual que en todos los parques nacionales de Costa Rica, el acceso al Cerro Urán se encuentra regulado. Las reservaciones para ingresar al parque nacional Chirripó se pueden realizar mediante Internet en el sitio oficial del Sistema Nacional de Áreas de Conservación de Costa Rica (SINAC).